# Kafel (zespół muzyczny)
Kafel – szczeciński zespół muzyczny założony na początku lat 80. reprezentujący style muzyki industrialnej, dark wave/cold wave, synth popu i EBM. Przez pewien okres w skład zespołu wchodziła Katarzyna Nosowska.

## Muzycy[1][2]

### Skład
- Dariusz „Kafel” Krzywański – instrumenty elektroniczne, taśmy preparowane, samplery, komputer, produkcja, kompozycje, śpiew, teksty (od początku lat 80.)
- Andrzej Panfil – instrumenty elektroniczne (1984–1986)
- Bogusław Czerwiński – instrumenty elektroniczne (1987, w latach 1989–1990 prezentacje slajdów)
- Piotr Gniedziejko – instrumenty elektroniczne (1984-1985)
- Andrzej „Lenin” Kwinto – śpiew (od 1989)
- Katarzyna Nosowska – śpiew (1989–1990)

### Gościnna współpraca
- Zbigniew Uciechowski – teksty (1989–1992)
- Dorota Maziakowska – teksty (1989–2018)

## Dyskografia[1][2]

### Albumy
- Egzalte (1992, MC)

### Albumy koncertowe
- Zawieje (2023, CD)

### Splity
- Marians & Kafel (1990, z zespołem Marians)

### Kompilacje
- 1982–1992 (2011, CD)